# عزان الجيشي (كعيدنة)

تعديل مصدري - تعديل

عزان الجيشي هي إحدى قرى عزلة كعيدنة بمديرية كعيدنة التابعة لمحافظة حجة، بلغ تعداد سكانها 367 نسمة حسب تعداد اليمن لعام 2004.